# Parafia Matki Bożej Nieustającej Pomocy w Otwocku
Parafia Matki Bożej Nieustającej Pomocy w Otwocku – parafia rzymskokatolicka należąca do dekanatu otwockiego, diecezji warszawsko-praskiej, metropolii warszawskiej Kościoła katolickiego. 
Powstała  21 września 1992 z części parafii św. Wojciecha Biskupa i Męczennika w Wiązownie. Kościół parafialny wybudowany w latach 90. XX wieku. 
Parafia mieści się przy ulicy Laskowej. Jest obsługiwana przez księży diecezjalnych.

## Zasięg parafii
Do parafii należą wierni z części miejscowości: Emów i  Otwock